# 蔡廷幹
蔡 廷幹（さい ていかん）は、清末民初の海軍軍人・政治家。清末は海軍軍人として活動したが、民国成立後は、政治家に転じ、外交部門で要職についた。字は耀堂。

## 事績
1873年（同治12年）、清朝の手配により「留米幼童（青少年を官費で米国に留学生させる制度）」の第2期生としてアメリカに留学する。コネチカット州ニューブリテンの中学を卒業後、マサチューセッツ州ローウェルの機械工場で働いた。
1881年（光緒7年）に帰国すると、天津水雷学堂に入学している。卒業後は大澧口砲台魚雷艇管帯となる。1894年（光緒20年）の日清戦争では、魚雷艇を指揮して日本軍と戦ったが、負傷して捕虜となり、大阪で収監された。母国では敵前逃亡したと噂され、中国に送還されれば死刑になる公算が大きい状況となったため、ちょうど来日中だったコネチカット州教育局長から西園寺公望や大山巌ら有力政治家に働きかけ、解放された。戦後は水雷艇隊司令となった。1910年（宣統2年）に参将（大佐級）に昇格した。その翌年には、海軍部軍制司司長となっている。
1912年（民国元年）、高等軍事参謀、海軍中将となった。その翌年には、北京政府の塩務署塩務庁総稽査兼税務所会弁に異動し、以後、政治家として活動することになる。1914年（民国3年）、総統府礼官となった。袁世凱が皇帝に即位しようとすると、蔡廷幹はこれに不満を抱き、同じく袁に隔意を抱き始めた黎元洪や段祺瑞に接近している。
1917年（民国6年）、税務学校校長に任命された。その翌年には関税改訂委員会委員も務めている。1921年（民国10年）、ワシントン会議中国代表団顧問をつとめる。同年8月には中国紅十字会副会長に就任した。その後も、関税特別会議準備処会弁、揚子江水道討論委員会副会長、五・三〇事件中国側調査委員会委員長を歴任した。
1926年（民国15年）7月、杜錫珪内閣の署理外交総長兼関税会議全権代表に任命されたが、わずか3か月で辞任した。1931年（民国20年）、北平に住居を定め、清華大学、燕京大学で中国文学について教鞭をとった。
1935年（民国24年）9月24日、北平で死去。享年75（満74歳）。